# HMS Talisman (N78)
Pour les autres navires du même nom, voir HMS Talisman.
Le HMS Talisman (pennant number : N78) est un sous-marin de la classe T en service dans la Royal Navy. Deuxième HMS Talisman construit par la Royal Navy, mais le premier à entrer en service sous ce nom, il est construit au chantier naval Cammell Laird & Co à Birkenhead. Sa quille est posée le 27 septembre 1938, il est lancé le 29 janvier 1940 et mis en service le 29 juin 1940.

## Conception
Les sous-marins de la classe S, quoique très réussis, se sont avérés trop petits pour des opérations lointaines. Il fallut mettre en chantier la classe T, également très réussie, qui avait 21 mètres de longueur en plus et un déplacement de 1 000 tonnes. Alors que les bâtiments de la classe S avaient seulement six tubes lance-torpilles d'étrave, ceux de la classe T en avaient huit, dont deux dans un bulbe d'étrave, plus deux autres dans la partie mince de la coque au milieu du navire.

## Engagements
Le HMS Talisman a eu une carrière relativement courte mais active, passant la plupart de son temps en mer Méditerranée.
L’une de ses premières actions a été la capture du bateau de pêche français Le Clipper, qui a ensuite été utilisé pour observer les mouvements des U-boote au large de l’estuaire de la Gironde avant d’être amené à Falmouth. Il a ensuite attaqué par erreur le HMS Otus, mais sans succès.
Il a ensuite coulé deux voiliers, le paquebot français du régime de Vichy Théophile Gautier et le navire marchand italien Calitea. Il a aussi détruit l’épave échouée du navire marchand allemand Yalova. Il a également attaqué sans succès le navire marchand allemand Salzbourg et un convoi italien. Il manque le navire marchand italien Lauretta, mais il est violemment attaqué à coups de charges de profondeur par un escorteur, le torpilleur italien Libra.

## Naufrage
Le Talisman quitta Gibraltar le 10 septembre 1942 en transportant des vivres à Malte, où il devait arriver au plus tard le 18 septembre. Le 15 septembre, il a signalé avoir aperçu un U-boot au large de Philippeville, en Algérie. Il n’a plus jamais donné de nouvelles et n’est jamais arrivé à Malte. Il est présumé avoir touché une mine italienne au large de la Sicile ou avoir été détruit par les forces de surface italiennes le 17 septembre. Il a été déclaré manquant le 18 septembre 1942.
Début 2018, un plongeur amateur belge déclare avoir trouvé un véritable cimetière de sous-marins coulés pendant la Seconde Guerre mondiale, au large des côtes de la Tunisie, dans une zone entre Tabarka et Cap Negro. En effectuant un scan au sonar des fonds marins, il a trouvé un ancien champ de mines et les épaves de sept navires. D’après la longueur et la forme des épaves, il a identifié six sous-marins britanniques (trois de classe T, deux de classe U et un de classe S) plus un sous-marin italien de classe 600 tonnes. Le HMS Talisman pourrait faire partie des épaves, toutefois seule une exploration visuelle permettrait de s’assurer de leur identité, ce que le plongeur amateur, qui a 78 ans, n’a pas la capacité de faire à son âge et à cette profondeur. Il a signalé sa découverte aux autorités tunisiennes, italiennes et britanniques. Les Italiens ont décidé d’envoyer un sonar et une équipe de plongeurs pour identifier le sous-marin italien. La Royal Navy, au contraire, a déclaré ne pas vouloir déranger de tels sites pour s’assurer de l’identité des épaves. Les corps de quelque 250 sous-mariniers reposent sur ce site,.